# Adolf Pucher
Adolf Pucher (* 26. Januar 1902 in Graz; † 8. August 1968 ebenda) war ein österreichischer Bauingenieur mit dem Schwerpunkt Stahlbetonbau; er war Professor an der TH Wien.

## Leben
Pucher studierte an der TH Graz und war dann nach dem Studium ab 1927 zunächst bei einem Bauunternehmen in Graz als Ingenieur tätig. 1929 war er wieder an der TH Graz als Assistent im neu gegründeten Lehrstuhl für Eisenbeton. 1932 wurde er dort mit einer Arbeit über die Berechnung doppelt gekrümmter Schalen promoviert, die damals viel beachtet wurde. Er war danach bei Dyckerhoff und Widmann in Berlin, wo er sich auch an der TU Berlin (damals Technische Hochschule Charlottenburg) bei Franz Dischinger habilitierte und danach dort lehrte. 1941 wurde er Professor an der TH Wien. 1945 wechselte er wieder in die Bauindustrie und wurde Prokurist und Leiter des Konstruktionsbüros bei der Baufirma Ed. Ast in Graz. 1961 war er wieder Professor an der TH Wien, wo er ab 1966 das Institut für Stahlbeton- und Massivbau leitete.
1949 erschien sein bekanntes Lehrbuch des Stahlbetonbaus (Springer Verlag). Sein Buch Einflussfelder elastischer Platten von 1951 war ebenfalls damals einflussreich (insbesondere für die Bemessung von Brückenfahrbahnplatten).
1965 erhielt er die Wilhelm-Exner-Medaille.